# 尼克松頓鎮區 (北卡羅萊納州帕斯闊坦克縣)
尼克松頓鎮區（英語：Nixonton Township）是位於美國北卡羅萊納州帕斯闊坦克縣的一個鎮區。

## 地方資料
尼克松頓鎮區的面積為95.31平方千米，皆為陸地。根據2020年美國人口普查的數據，當地共有人口8654人，而人口密度為每平方千米90.8人。